# Dilling
I dilling sono un gruppo etnico costituito da svariate migliaia di persone che abitano prevalentemente lo stato del Kordofan meridionale, nel Sudan, nell'area delle montagne di Nuba. La loro lingua è una delle lingue nubiane appartenenti al ceppo delle lingue nilo-sahariane. La lingua Dilling ha subito nei secoli un graduale processo di arabizzazione.